# Fantastični gospodin Lisac (2009.)
Fantastični gospodin Lisac (eng. Fantastic Mr. Fox) američka je stop-motion animirana fantastična komedija iz 2009. koju je režirao Wes Anderson prema istoimenoj dječjoj knjizi autora Roalda Dahla. To je Andersonov šesti dugometražni i prvi animirani film u karijeri. Radnja se odvija oko lisice (glas George Clooney) koja se obvezala na miran obiteljski život ali još uvijek planira obaviti jedan posljednji pothvat krađe kokoši iz tri ljudskih farmi u okolici.
Produkcija filma započeta je još 2007., da bi tek dvije godine kasnije gotov film bio pušten u distribuciju. „Fantastični gospodin Lisac“ je dobio pozitivne recenzije kritičara te je ostvario solidni rezultat na kino blagajnama.

## Radnja
Gospodin Lisac i njegova družica Felicity se nađu na brijegu i krenu u krađu kokoši i prepelica s neke ljudske farme. Kada upadnu u klopku, ona otkriva da je trudna te ga natjera da obeća da će prekinuti s tim opasnim poslom ako ikako prežive. Dvije godine kasnije (12 lisičjih godina kasnije) Lisac, Felicity i njihovo dijete žive miran obiteljski život u jednoj jami. Iako sada radi kao kolumnist u novinama, Lisca to uopće ne zanima: još uvijek ga privlači uzbudljiv život krađe kokoši s farmi. Stoga kupi novu kuću unutar drveta koje se nalazi povoljno blizu tri farme, iako ga njegov odvjetnik jazavac odgovara od toga. Uz pomoć prijatelja Kyliea, uspješno provale u sve tri farme i ukradu perad, što izazove bijes vlasnika, pogotovo od ljutitog Beana koji odluči uhvatiti Lisca. Istodobno, Felicityn nećak Kristofferson se pojavi kako bi živio kod njih neko vrijeme pošto je njegov otac bolestan, te ispostavi jako popularnim u školi što čini Asha ljubomornim jer mu se čini da ga svi uvažavaju u puno većoj mjeri nego njega.
Bean i farmeri pronalaze Lisca, upucaju mu njegov rep te započinju opsadu njegove kuće s bagerima i buldožerima. Lisac i ukućani se uspiju jedva spasiti zahvaljujući kopanju tunela duboko pod zemljom. Ispod zemlje nailaze na jazavca, krtice i druge životinje čije su nastambe također uništene u akciji, no uspijevaju iskopati tunel do farme i nasladiti se hranom vlasnika. Ljudi potom poplave tunele jabukovačom, tako da životinje moraju ostati u kanalizaciji. Kada Kristofferson biva zarobljen, Lisac pokrene akciju spašavanja: bacivši zapaljene šišarke na grad, skrene pozornost Beana i njegovih lovaca te zajedno s Ashom i Kyliem spasi Kristoffersona iz Beanove kuće. Samog Beana napadne njegov vlasititi bijesni pas. Iako su sada u kanalizaciji, životnije imaju razloga za veselje zbog pronalska puta na površinu, i to točno u trgovinu s hranom pod vlasništvom farmera.

## Filmska ekipa
- George Clooney – Gospodin Lisac[1]
- Meryl Streep – Felicity Lisac[2][3][4]
- Jason Schwartzman[1] - Ash Lisac
- Eric Chase Anderson - Kristofferson Silverfox
- Michael Gambon - Franklin Bean
- Bill Murray - Clive Jazavac[5]
- Wallace Wolodarsky - Kylie Sven Opossum
- Willem Dafoe - Štakor
- Owen Wilson - Trener Skip
- Robin Hurlstone - Walter Boggis
- Hugo Guinness - Nathan Bunce
- Helen McCrory - Gđa. Bean
- Jarvis Cocker - Petey

## Nagrade
- Nominacija za Zlatni Globus (najbolji animirani film).
- 2 nominacije za Oscara (najbolji animirani film, originalna glazba).
- 2 nominacija za BAFTA-u (najbolji animirani film, glazba).
- 2 osvojene Nagrade Udruge filmskih kritičara New Yorka (najbolji animirani film, najbolji glavni glumac George Clooney).

## Produkcija
Joe Roth i Revolution Studios kupili su prava za filmsku adaptaciju knjige Fantastični gospodin Lisac 2004. Wes Anderson je uskočio u projekt kao redatelj zajedno s kolegom Henryjem Selickom, koji je radio s njim na filmu „Panika pod morem“ pod funkcijom redatelja animacije. Anderson je izjavio da je prihvatio ponudu za film jer je autor Roald Dahl jedan od njegovih junaka. Prilikom adaptacije knjige, priča romana pokriva otprilike drugi čin filma. Anderson je dodao nove scene koje bi poslužile za početak i kraj filma. Selick je napustio projekt kako bi radio na animiranom filmu Coraline na početku 2006. Mark Gustafson ga je zamijenio. Ironično, studio 20th Century Fox (doslovni prijevod „Lisica 20. stoljeća“) postao je novi dom „Fantastičnog gospodina Lisca“ od jeseni 2006. nakon što je zatvoren studio Revolution.
U rujnu 2007., Anderson je objavio da će započeti snimanje glasova za film. Zanimljivo, redatelj je odlučio snimiti glasove izvan studija: "Otišli smo u šumu, [..] otišli smo u podrum, [i] otišli u staju. Otišli smo ispod zemlje radi nekih scena. Bila je odlična spontanost tijekom snimanja zbog toga." Great Missenden, gdje je živio Roald Dahl, utjecao je značajno na izgled i dizajn filma. Likovi su pokrenuti putem „stop motion“ animacije koja je obavljena u Londonu, na pozornici C kod 3 Mills Studija, gdje je Anderson davao upute ekipi, od kojih su mnogi radili na filmu Tima Burtona Mrtva nevjesta. Selick, koji je ostao u kontaktu s Andersonom, je rekao da je redatelj znao odglumiti scene dok je bio u Parizu te ih poslati animatorima uz pomoć iPhonea.

## Soundtrack
1. The Ballad of Davy Crockett - The Wellingtons
2. Mr. Fox in the Fields - Alexandre Desplat
3. Heroes and Villains - The Beach Boys
4. Fooba Wooba John - Burl Ives
5. Boggis, Bunce, and Bean - Alexandre Desplat
6. Jimmy Squirrel and Co.- Alexandre Desplat
7. Love - Robin Hood
8. Buckeye Jim - Burl Ives
9. Une Petite Île – Georges Delerue
10. Street Fighting Man - The Rolling Stones
11. Night and Day - Art Tatum
12. Le Grand Choral - Georges Delerue
13. Ol' Man River - The Beach Boys
14. Let Her Dance - The Bobby Fuller Four

## Kritike
Film je dobio uglavnom pozitivne kritike. Louise Keller je zapisala: "Ukratko, film je fantastičan. S 87 ugodnih, subverzivnih i urnebesnih minuta, tu je toliko puno obilježja u ovoj lutkarskoj fantaziji da će srca djece i odraslih uzletjeti do nebesa." Karina Montgomery je također hvalila film: "Ovaj film ublažuje Andersonovu sklonost prema šašavosti te ga prisiljava da ostane usredotočen na priču...Njegov čudački smisao za humor nekako puno bolje funkcionira u crtiću"
 dok je Kevin McCarthy jednostavno priznao: "Iako ovo nije film za svakoga, ja sam uživao u svakom njegovom kadru...Ovo je iskreno moj najdraži animirani film 2009."

Nell Minow je zapisala: "Andersonov najživahniji i najdopadjiviji film...Svaki kadar je ispunjen preciznim i zamršenim detaljem" a Josh Larsen: "Kritičari Wesa Andersona su pohvalili "Fantastičnog gospodina Lisca" u obliku sumnjivog komplimenta, sugerirajući da je ovaj minuciozno detaljan primjer 'stop-motion' animacije (jedino) ispravno mjesto natjecanja za njegov specifičan, osebujan dodir...Ovo je trijumf na dvije fronte, animirano remek-djelo jednog od najboljih američkih filmaša." Roger Ebert je filmu dao 3.5 od 4 zvijezde:"Neki umjetnici imaju način na koji uspiju prikovati vašu viziju izvjesnošću onoga što čine. To nema nikakve veze sa temom ili stilom. Neobjašnjivo je. Andy Warhol i Grandma Moses, primjerice. Ili Bergmanova oskudnost ili Fellinijev cirkus. Wes Anderson je također takav. Nema ničega dosljednog u njegovom najnovijem radu izuzev sposobnosti da me izbezumi. Što osim toga imaju njegovi filmovi "Darjeeling d.o.o" i "Panika pod morem" zajedničkoga?".

## Vanjske poveznice
- Službene stranice
- Fantastični gospodin Lisac u internetskoj bazi filmova IMDb-a
- Fantastični gospodin Lisac na Rotten Tomatoes
- George Clooney, Bill Murray i Wes Anderson daju intervju povodom filma  Arhivirana inačica izvorne stranice od 9. listopada 2011. (Wayback Machine)
- Fantastični gospodin Lisac  Arhivirana inačica izvorne stranice od 17. travnja 2010. (Wayback Machine) na Filmski.net